# Johnny Hallyday
Johnny Hallyday (phát âm tiếng Pháp: [dʒɔ.ni a.li.dɛ], tên thật là Jean-Philippe Léo Smet, 15 tháng 6, 1943 – 5 tháng 12, 2017) là một cố ca sĩ, nhạc sĩ kiêm diễn viên người Pháp. Với hơn 55 năm sự nghiệp, ông là một trong những danh ca Pháp ngữ nổi tiếng nhất và là một trong những gương mặt được biết tới nhiều nhất trên các phương tiện phương tiện truyền thông của nước Pháp.
Năm 1960, Hallyday là người đầu tiên mang rock 'n roll phổ biến tại nước Pháp. Sau âm nhạc, ông còn là người giới thiệu 2 điệu nhảy mashed potato và twist. Ông cũng là một trong những người Pháp đầu tiên hát nhiều thể loại âm nhạc từ nước ngoài khác, bao gồm R&B, soul, psychedelic rock, blues qua các ca khúc ballad hoặc đồng quê.
Đối với âm nhạc hiện đại Pháp, vai trò của Hallyday đặc biệt quan trọng khi ông đã góp phần thay đổi quan điểm về hát cũng như nghệ thuật trình diễn truyền thống ở đất nước này. Tại các quốc gia Pháp ngữ, tên tuổi của ông cũng đạt được nhiều thành tựu, đặc biệt tại Nam Phi, đưa ông trở thành một trong những nghệ sĩ Pháp thành công nhất ở nước ngoài.
Sự nghiệp đồ sộ của Hallyday là một thành tựu lớn với 183 buổi trình diễn trực tiếp trong đó có 27 buổi diễn tại Paris, thu hút 28 triệu lượt khán giả bên cạnh hơn 1.000 sản phẩm thu âm, hơn 100 ca khúc sáng tác và 110 đĩa phát hành. Ông cũng có cho mình 40 chứng chỉ Vàng, 22 chứng chỉ Bạch kim, 5 chứng chỉ Kim cương và 10 giải Victoires de la Musique cho 50 album phòng thu và 29 album trực tiếp. Từ năm 2014, Hallyday là thành viên nhóm Les Vieilles Canailles.

## Phim
- Les parisiennes (1962) trong vai Jean Allard
- D'où viens-tu Johnny? (1963) trong vai Johnny
- Cherchez l'idole (1963) trong vai Johnny Hallyday
- À tout casser (1968) trong vai Frankie
- Le Spécialiste (1969) trong vai Hud / Brad
- Point de chute (1970) trong vai Vlad Le
- L'aventure c'est l'aventure (1972) trong vai Johnny Hallyday
- L'Animal (1977)trong vai Johnny Hallyday
- The Case of the Missing Bottle (1983) trong vai Monsieur Waitor
- Détective (1984) của Jean-Luc Godard trong vai Jim Fox Warner
- Terminus (1987) trong vai Stump
- The Iron Triangle (1989) trong vai Jacques
- La gamine (1991) trong vai Frank Matrix
- Why Not Me? (1999) trong vai José
- Love Me (2000) trong vai Lennox
- L'homme du train (The Man on the Train) (a.k.a. Man on the Train tại Mỹ) (2002) trong vai Milan
- Crime Spree (2003) trong vai Marcel Burot
- Crimson Rivers II: Angels of the Apocalypse (2004) trong vai thầy tu ẩn dật
- Quartier V.I.P. (2005) trong vai Alex
- Jean-Philippe (2006) trong vai Jean-Philippe
- Vengeance (2009) trong vai Francis Costello
- The Pink Panther 2 (2009) trong vai Laurence Millikin
- Salaud, on t'aime (2014) trong vai Jacques Kaminsky
- Rock'n Roll (2017) trong vai Johnny Hallyday
- Chacun sa vie et son intime conviction (2017) trong vai Johnny